# هاوکر هایند

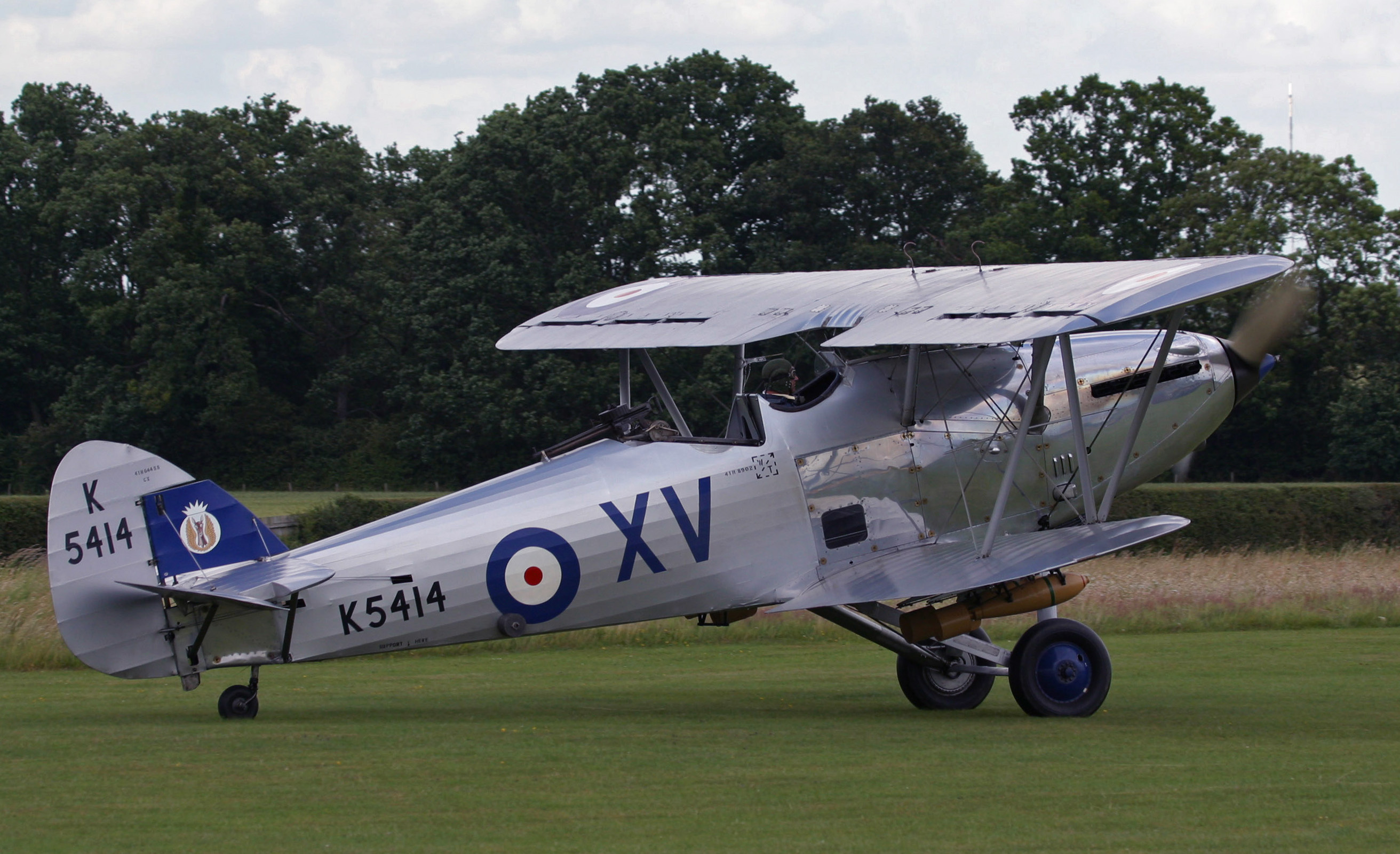

هاکر هایند (به انگلیسی: Hawker Hind) هواپیمای دوباله نظامی بود که از اوائل دهه ۱۹۳۰ برای نیروی هوائی پادشاهی بریتانیا ساخته می‌شد. این هواپیما بمب‌افکن سبکی بود که در جنگ جهانی دوم در نقش هواپیمای آموزشی نیز (برای ادامه آموزش خلبانانی که مقدمات پرواز را با تایگر مات و مانند آن آموخته بودند) به‌کار می‌رفت.
دولت ایران چند فروند از این هواپیما را خرید و در کارخانجات شهباز نیز چند فروند از آن تولید شد. این هواپیما را در ایران به‌نام «هایند» می‌شناختند.

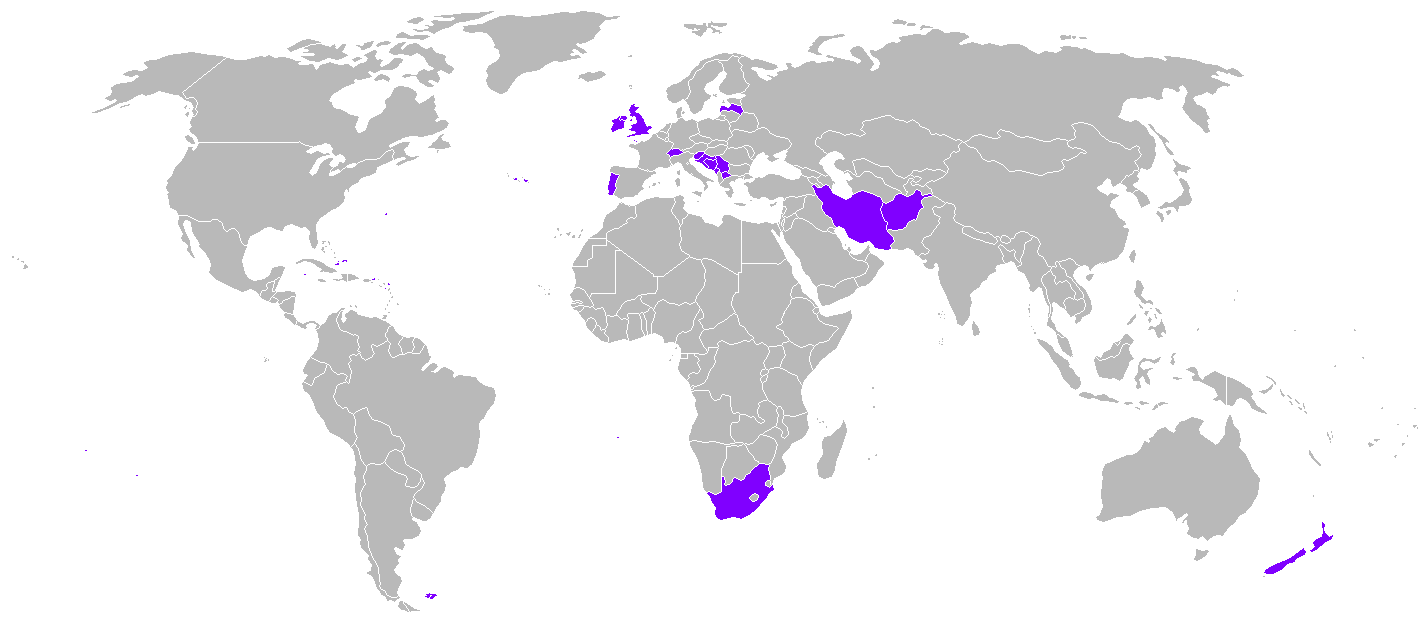
کشورهایی که از هاکر هایند استفاده می‌کردند.